# Sofiivskîi
Sofiivskîi (în ucraineană Софіївський) este o așezare de tip urban din orașul regional Krasnîi Luci, regiunea Luhansk, Ucraina. În afara localității principale, nu cuprinde și alte sate.

## Demografie
Componența lingvistică a așezării de tip urban Sofiivskîi
     Rusă (91,64%)
     Ucraineană (8,21%)
     Alte limbi (0,08%)
Conform recensământului din 2001, majoritatea populației așezării de tip urban Sofiivskîi era vorbitoare de rusă (91,64%), existând în minoritate și vorbitori de ucraineană (8,21%).